# 목덕도
목덕도(木德島)는 인천광역시 옹진군 덕적면 백아리의 섬이자, 인천 최남단의 섬이다. 지역번호도 충남의 것을 사용한다. 목덕도 등대는 1909년 12월 최초 점등했다. 지역 주민들에 의해 ‘먹뎅이’라고 불린다.